# Mohammad Hossein Ayrom
Mohammad Hossein Ayrom (en persan : محمدحسین آیرم) est un militaire iranien né à Bakou en 1882 et mort au Liechtenstein le 31 mars 1948. Il a été un dirigeant militaire de la dynastie Pahlavi sous le règne de Réza Chah.
Ayant étudié en Russie, Ayrom devient colonel dans la brigade cosaque persane dès 1901.
Après le coup d'État de 1921, Réza Chah le nomme en Azerbaïdjan à la place de Amir Abdollah Tahmasebi.
Envoyé en Europe en 1930, il sera nommé à son retour directeur de la police (Shahrbāni).
Le général de division (Sar Lashgar) Mohammad Hossein Ayrom fut à l'origine de l'arrestation et/ou de l'assassinat d'un grand nombre d'hommes politiques ou opposants au régime du Chah. Il ne cachait pas son admiration pour le régime Nazi. En 1936, sentant que sa situation allait être mise en danger, il quitte l'Iran, sous prétexte de se faire soigner en Europe. Il y reste jusqu'à sa mort en 1948.

## Sources
- Alireza Avsati, Iran in the last 3 Centuries, Téhéran, 2003. Vol. 1  (ISBN 964-93406-6-1) Vol. 2  (ISBN 964-93406-5-3)